# Andrea Parenti
Andrea Parenti (Casalecchio di Reno, 26 aprile 1965) è un arciere italiano, medaglia di bronzo nella gara a squadre ai Giochi olimpici di Atlanta 1996.

## Carriera
Oltre alla medaglia olimpica, ha conquistato anche un argento mondiale ed ha partecipato anche ai Giochi olimpici di Seul 1988 e Barcellona 1992.

## Palmarès
| Anno | Manifestazione      | Sede     | Risultato | Gara           | Punti | Note  |
| ---- | ------------------- | -------- | --------- | -------------- | ----- | ----- |
| 1996 | Giochi olimpici     | Atlanta  | Bronzo    | Gara a squadre | 248   |       |
| 1995 | Campionati mondiali | Giacarta | Argento   | Gara a squadre |       | [ 1 ] |